# Rivière Darlens
La rivière Darlens est un tributaire de la rivière des Outaouais. Elle traverse le territoire de la ville de Rouyn-Noranda, dans la région administrative de Abitibi-Témiscamingue, au Québec, au Canada.

## Géographie
Les bassins versants voisins de la rivière Arlens sont :
- côté nord : ruisseau Beauloi, ruisseau Milhaut, rivière Blake, lac Preissac ;
- côté est : lac Mourrier, rivière Malartic ;
- côté sud : lac Darlens, rivière des Outaouais ;
- côté ouest : rivière Kinojévis.

Le bassin versant de la rivière Darlens prend sa source principale d'une zone située entre les lacs Héva, Beaupré 
et Surimau au sud du lac Preissac. Cette zone (altitude : 340 m) est située à l'est de la ville de Rouyn-Noranda et à l'ouest de la ville de Malartic.
Dans le segment inférieur, la rivière Darlens s'élargit formant une voie navigable jusqu'à son embouchure. Dans ce segment, la rivière Darlens forme vers l'ouest une baie en coude d'une longueur de 3,4 km. La rivière recueille aussi les eaux de la décharge (venant de l'est) du Grand lac Béraud et du ruisseau Eymeric.
En fin de parcours, la rivière Darlens se connecte avec la partie nord du lac Darlens que traverse la rivière des Outaouais dont le courant provient de l'est, soit du Réservoir Decelles. L'embouchure de la rivière Darlens est située à 10,3 km en amont de l'embouchure de la rivière Kinojévis et à 36,4 km en aval du réservoir Decelles.

## Toponymie
Le toponyme rivière Darlens a été officialisé le 5 décembre 1968 à la Commission de toponymie du Québec.